# Serata d'onore (programma televisivo)
Serata d'onore è stato un programma televisivo di punta della Rai negli anni settanta ottanta-novanta e riproposto nel 2008, condotto principalmente da Pippo Baudo.
La prima edizione venne trasmessa da Rai 1 nel 1971 condotta da Renzo Palmer con Alighiero Noschese, Ornella Vanoni e la regia di Vito Molinari; venne poi ripresa con un diverso format e realizzata a Montecatini Terme dal 1983 come varietà primaverile benefico condotto da Pippo Baudo, dove ogni puntata era dedicata a un tema (sport, musica, danza, circo...) con ospiti di rilievo anche internazionale.
Vi fu l'edizione del 1986, sempre con Baudo presentatore e con Heather Parisi soubrette.
Il 7 aprile 1989 Serata d'onore (nel frattempo trasferita su Rai 2) segnò il rientro in Rai di Baudo dopo la poco esaltante esperienza alla Fininvest. Ospiti della prima puntata furono Adriano Celentano e Jovanotti, che inaugurarono anche la nuova formula dello show che ripercorreva ogni settimana la carriera di due ospiti famosi. Memorabile il siparietto iniziale tra Baudo e lo stesso Celentano, che tornava in televisione dopo le polemiche che si portò dietro l'edizione di "Fantastico" da lui condotta, nel quale ognuno dei due chiedeva all'altro dove fossero stati nel frattempo. Negli appuntamenti seguenti si susseguirono a due a due sul palco Anna Oxa e Indro Montanelli, poi Gianni Versace e Carlo Verdone, Gino Paoli e Ornella Vanoni, Luciano De Crescenzo e Carla Fracci, e ancora Gianni Morandi, Renzo Arbore, Milva, Eros Ramazzotti.
Con la medesima formula e sul medesimo canale lo show venne riproposto per ulteriori due edizioni nel 1991 e 1992, la prima affidata a Jerry Calà, accompagnato dalle soubrette Elisabetta Gardini e Clarissa Burt e la seconda a Marisa Laurito per la regia di Gino Landi.
Il comico siciliano portò sul palco il padre Salvatore. Fra gli ospiti celebrati nelle dieci puntate della gestione Laurito ci furono Bud Spencer, Pippo Franco, Loretta Goggi, Vittorio Sgarbi, Ciccio Ingrassia, Franco Franchi, Franca Valeri, Luca Barbarossa, il trio Lopez-Marchesini-Solenghi, Alberto Tomba, Mia Martini, Iva Zanicchi, Christian De Sica, Ornella Muti, Riccardo Cocciante, Lino Banfi, Katia Ricciarelli e Marcello Mastroianni.
Nel 1992 una delle due vallette era la romana Emanuela Bussetta.
Nel 2008 il programma venne riproposto da Baudo su Rai 1 sotto forma di show che presenta, ogni settimana, una puntata a tema e che coinvolge giovani talenti in vari campi, oltre agli ospiti d'onore, ai siparietti, monologhi, balli e musiche. Il programma durò cinque serate dedicate, rispettivamente, alla moda, al cinema, al teatro, all'opera e agli eventi di quell'anno.
Nella prima puntata del 15 novembre si sono misurati quattro stilisti emergenti (Giovanni Laudicina, Margò Pulsoni, Massimiliano Latte, Valentina Donadel) che hanno sfogato la loro creatività: il vincitore della puntata (Margò Pulsoni) ha avuto l'opportunità di intraprendere uno stage presso la maison dello stilista fiorentino Roberto Cavalli. Coloro che partecipano alla puntata sono votati da una giuria d'esperti che consacra il vincitore di ogni categoria.
La decisione da parte della Rai di riesumare il programma è nata, oltre per riproporre lo schema del varietà del sabato sera, anche per contrastare gli elevati ascolti di C'è posta per te, condotto da Maria De Filippi su Canale 5, obiettivo quest'ultimo che non fu raggiunto.
Il programma andava in onda dallo studio di Cinecittà a Roma.

## Edizioni
| Edizione | Anno | Periodo    | Periodo    | Rete tv | Conduttori     | Conduttori         | Conduttori     | Numero di puntate |
| Edizione | Anno | Inizio     | Fine       | Rete tv | Conduttori     | Conduttori         | Conduttori     | Numero di puntate |
| -------- | ---- | ---------- | ---------- | ------- | -------------- | ------------------ | -------------- | ----------------- |
| 1        | 1983 | 14/05/1983 | 04/06/1983 | Rai 1   | Pippo Baudo    | Pippo Baudo        | Pippo Baudo    | 4                 |
| 2        | 1984 | 01/06/1984 | 22/06/1984 | Rai 1   | Pippo Baudo    | Pippo Baudo        | Pippo Baudo    | 4                 |
| 3        | 1985 | 01/06/1985 | 21/06/1985 | Rai 1   | Pippo Baudo    | Heather Parisi     | Heather Parisi | 4                 |
| 4        | 1986 | 05/04/1986 | 18/05/1986 | Rai 1   | Pippo Baudo    | Heather Parisi     | Heather Parisi | 7                 |
| 5        | 1989 | 07/04/1989 | 02/06/1989 | Rai 2   | Pippo Baudo    | Pippo Baudo        | Pippo Baudo    | 9                 |
| 6        | 1991 | 05/04/1991 | 07/06/1991 | Rai 2   | Jerry Calà     | Elisabetta Gardini | Clarissa Burt  | 10                |
| 7        | 1992 | 20/03/1992 | 19/05/1992 | Rai 2   | Marisa Laurito | Marisa Laurito     | Marisa Laurito | 11                |
| 8        | 2008 | 15/11/2008 | 12/12/2008 | Rai 1   | Pippo Baudo    | Pippo Baudo        | Pippo Baudo    | 5                 |